# Simon Cowell
Simon Phillip Cowell (London, Egyesült Királyság, 1959. október 7. –) angol televíziós producer, vállalkozó, televíziós személyiség. A The X Factor és a Got Talent című tehetségkutatók kitalálója. Az angol Talent-nek és az angol The X Factor-nak a jelenlegi zsűritagja is, illetve zsűritag volt utóbbi műsor amerikai változatában is, az America’s Got Talent és a Britain’s Got Talent zsűritagja.

## Élete, munkássága
Londonban született, Elstree-ben nőtt fel. Édesanyja Julie Brett, balett-táncos, édesapja Eric Selig Phillip Cowell, ingatlanügynök. Édesapja zsidó származású (apai nagyanyja lengyel zsidó emigráns). Egy bátyja, három fiú és egy lány féltestvére van; bátyja, Nicholas Cowell, féltestvérei: John Cowell, Tony Cowell, Michael Cowell és June Cowell.
Az X Factor egy televíziós tehetségkutató műsor, melyben meghallgatások során általában amatőr jelentkezők közül választanak ki tehetséges énekeseket. Közülük a legjobbak bejutnak az élő adásokba, azok végén pedig a nézői szavazatok alapján győztest választanak. A tehetségkutató Angliából indult, mára rengeteg országban, köztük Amerikában és Magyarországon is. A Britain's Got Talent hasonló műsor, ezt viszont nem csak énekeseknek, hanem más kategóriában tehetségesek számára is rendezik. Ez a műsor is népszerű lett, még az Amerikai Egyesült Államokban is megrendezik America's Got Talent néven.
2010-ig az angliai, majd 2014-től ismét, 2011-től 2013-ig az amerikai X-factor, illetve a Britain's Got Talent zsűritagja. 

## Televíziós és filmes szerepei

#### Televízió
| Év         | Műsor                             | Szerep             | Megjegyzés                          |
| ---------- | --------------------------------- | ------------------ | ----------------------------------- |
| 2001-2003  | Pop Idol                          | Zsűri              | Producer is.                        |
| 2002-2016  | American Idol                     | Zsűri              | Producer is.                        |
| 2003, 2007 | Csúcsmodellek                     | Saját maga         | 3 epizód Sztárvendég                |
| 2004-2018  | The X Factor (Egyesült Királyság) | Zsűri              | A műsor alkotója, illetve producer. |
| 2004, 2010 | A Simpson család                  | Saját maga / Henry | Szinkron szerep, 2 epizód.          |
| 2007, 2016 | Family Guy                        | Saját maga         | Szinkron szerep, 2 epizód.          |
| 2007-      | Britain’s Got Talent              | Zsűri              | A műsor alkotója, illetve producer. |
| 2011-      | America’s Got Talent              | Zsűri              | A műsor alkotója, illetve producer. |
| 2011-2013  | The X Factor (Egyesült Államok)   | Zsűri              | A műsor alkotója, illetve producer. |
| 2012       | The X Factor (Ausztrália)         | Vendég zsűri       | 1 epizód.                           |
| 2022       | Canada's Got Talent               | Vendég zsűri       |                                     |

#### Film
| Év   | Cím                                                | Szerep     | Megjegyzés     |
| ---- | -------------------------------------------------- | ---------- | -------------- |
| 2003 | Horrorra akadva 3.                                 | Saját maga | Cameoszerep    |
| 2004 | Shrek 2.                                           | Saját maga | Szinkronszerep |
| 2013 | One Direction: This Is Us                          | Saját maga |                |
| 2016 | Popsztár: Soha ne állj le (a soha le nem állással) | Saját maga | Cameoszerep    |
| 2020 | Scooby!                                            | Saját maga | Szinkronszerep |

1. ↑  https://stardombiography.com/height/simon-cowell-height/